# Edward Coke (1824–1889)
Edward Keppel Wentworth Coke, född den 20 augusti 1824, död den 26 maj 1889, var en brittisk militär och whigpolitiker.
Coke var andre son till Thomas Coke, 1:e earl av Leicester, i dennes andra äktenskap med lady Anne Amelia, dotter till William Keppel, 4:e earl av Albemarle. Thomas Coke, 2:e earl av Leicester var hans äldre och  Wenman Coke hans yngre bror.
Plommonstopet lär ha skapats för Edward Coke 1849. Coke var kapten i Scots Fusiliers. Han invaldes i underhuset för valkretsen Norfolk West 1847 och behöll platsen till nästa val, 1852. Han fungerade även som High Sheriff of Derbyshire 1859.